# دوون اوکی
دِوون ادونا اوکی (به انگلیسی: Devon Aoki) بازیگر و مدل آمریکایی، زاده ۱۹۸۲ میلادی در شهر نیویورک می‌باشد. وی حرفه بازیگری را در سال ۲۰۰۳میلادی آغاز کرد و در فیلم ۲ سریع و ۲ خشمگین در کنار اوامندس
و پل واکر ایفای نقش کرد. و در سال ۲۰۰۵میلادی با بازی در فیلم شهر گناه که بر اساس کمیک بوک‌های شهرگناه نوشته فرانک میلر نقش آفرینی کرد. او همچنین در فیلم جنگ در کنار جت لی و جیسون استتهام ظاهر شد.

## فیلم‌شناسی
- مرگ یک سلسله (۲۰۰۳)
- ۲ سریع و ۲ خشمگین (۲۰۰۳)
- دی.ئی.بی.اس. (۲۰۰۴)
- شهر گناه (۲۰۰۵)
- زنده یا مرده (۲۰۰۶)
- بزرگنمایی (۲۰۰۶)
- جنگ (۲۰۰۷)
- تاریخ جهش‌یافتگان (۲۰۰۸)
- روزنکرانتز و گیلدنسترن مرده اند (2009)
- جرمی اسکات: طراح مردمی (2015)
- [[وقتی بمیرم خواهم حوابید -مستند)(2016)